# Parque nacional de Ubajara

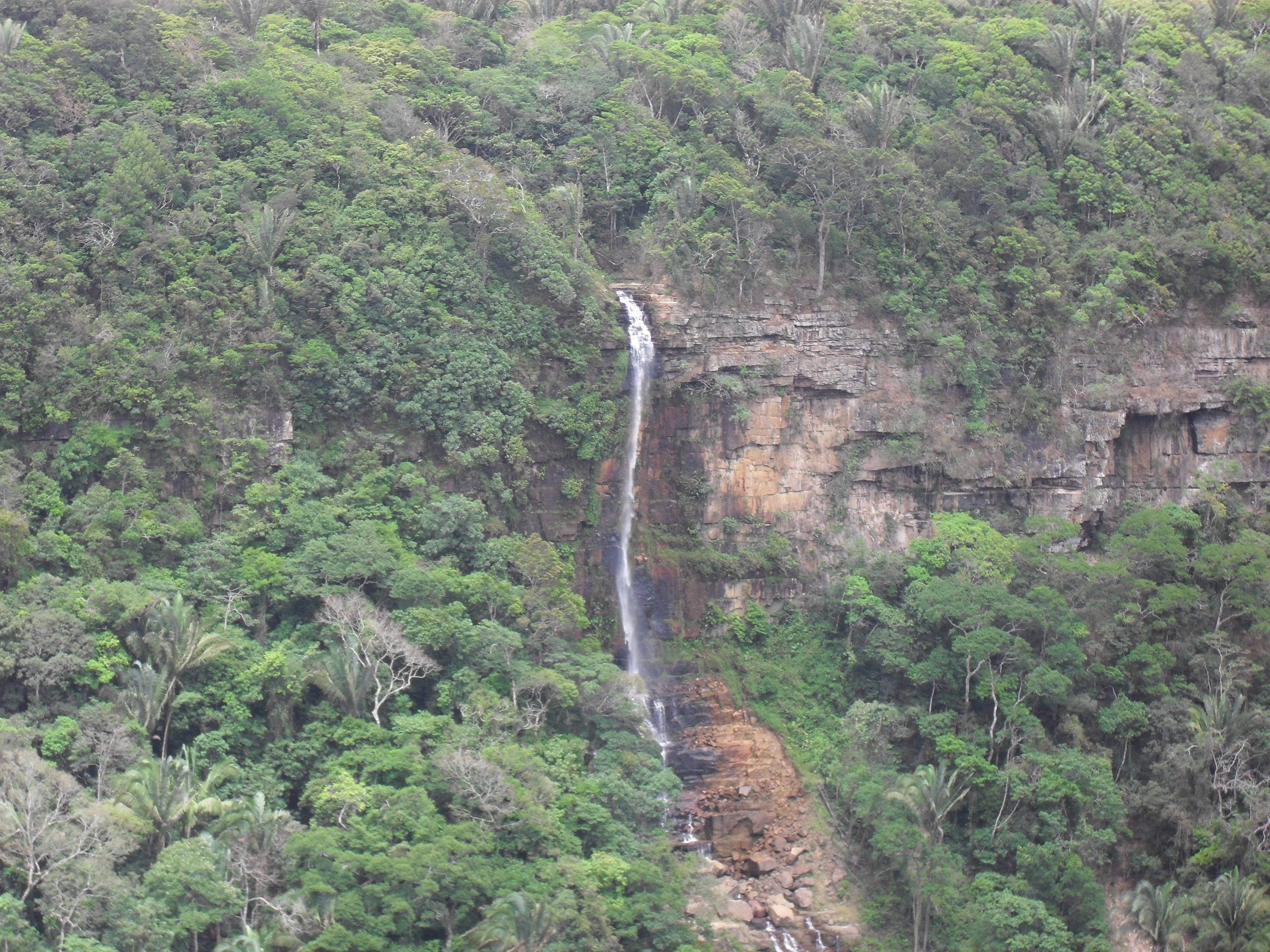
Parque Nacional de Ubajara

El Parque Nacional de Ubajara se localiza en los municipios de Ubajara, Tianguá y Frecheirinha, en la sierra de la Ibiapaba, en el estado de Ceará, Brasil. Posee un área de 6.299,00 ha. El perímetro del parque es de 63.604,263 metros. Está administrado por el IBAMA.

## Objetivos
Proteger una pequeña porción de la selva subcaducifolia tropical, representativa de la sierra húmeda en región semiárida y su transición hasta llegar a la caatinga. La unidad protege los afloramientos de rocas calcáreas así como las grutas encontradas en algunos de estos afloramientos.

## Atractivos
El gran atractivo del parque nacional de Ubajara es una gruta situada en una depresión de 535 metros a la cual se llega mediante un teleférico. La vista desde el teleférico es impresionante. La entrada al parque cuesta 2,00 R$ por persona, y el teleférico comienza a funcionar a las 10 de la mañana, 4,00 R$ por adulto y 2,00 R$ por niño. Existe un sendero que requiere cierta preparación física y se tarda entre 1'5 y 2 horas en recorrer, pasa por cascadas y conduce igualmente a la entrada de la gruta. Si su estado de forma física se lo permite, la caminata está compensada por los paisajes.
El recorrido en la gruta está organizado, con guías del IBAMA que - gratuitamente - conducen los visitantes en los 400 metros iniciales y facilitan explicaciones, Los otros 300 están actualmente reservados sólo a los investigadores. La gruta es espectacular, con formaciones muy bonitas, y realmente vale la pena visitarla. Los diversos salones fueron bautizados con nombres alusivos a las figuras que las formaciones representan. En un momento dado el guía aàga las luces de la caverna. La oscuridad y el silencio, es total. Hay murciélagos rn la gruta, su olor es inolvidable, pero no representan ningún peligro a los visitantes.

## Antecedentes Legales
Durante la visita que hizo a la gruta de Ubajara, en el final de la década de los cincuenta, el entonces director del Servicio Forestal del Ministerio de Agricultura, Dr. David Azambuja, quedó encantado con la riqueza del patrimonio espeleológico y de la biodiversidad existente, así como con las belleza escénica del lugar, prometiendo todos sus esfuerzos junto a los de sus superiores jerárquicos, para la creación de un parque nacional, con la finalidad de garantizar la integridad y el proceso de evolución del conjunto de formaciones geológicas existentes en Ubajara. Todo indica que el entonces director llevó a buen término su promesa, pues en el 30 de abril de 1959 era firmado por el presidente de la República, Juscelino Kubitschek de Oliveira, el decreto de creación del parque nacional de Ubajara.

## Aspectos culturales e históricos
Consta que la Gruta de Ubajara era conocida desde el inicio del siglo XVIII, cuando los portugueses realizaron expediciones en la región en busca de minerales, especialmente plata, sin éxito. Ubajara es una palabra de origem indígena y la traducción que prevalece para el nombre es "Señor de la Canoa". Este nombre habría surgido de la leyenda de un cacique que, llegó del litoral y habitó la gruta muchos años. Existem otras traducciones para el nombre como "Señor de las Flechas". Algunas personas dicen que el origen de la gruta de Ubajara se debe a las excavaciones en busca de plata. El origen y la esencia del Parque siempre fue la gruta de Ubajara, motivo de apasionadas crónicas de personalidades locales.

## Aspectos físicos y biológicos

### Clima
Puede ser dividido en dos tipos uno húmedo y relativamente frío, de enero a junio, y otro seco y caliente, que abarca de julio a diciembre. Las temperaturas están entre los 20 y 22 °C en la sierra de la Ibiapaba y en torno a los 24 a 26 °C en la depresión periférica.

### Relieve
Compuesto por rocas variadas, que crean paisajes morfológicos diferentes. La "cuesta" de la Ibiapaba constituye una de las más notables formaciones geológicas del nordeste brasileño por su extensión y continuidad de la escarpa, que acompaña de cerca los límites estatales.

### Vegetación
La caatinga es la vegetación predominante, pero otros tres tipos de vegetación se encuentran en la región: la Selva Atlántica, la Selva Subcaducifólia Amazónica y el Cerrado. La caatinga está constituida básicamente de árboles y arbustos espinosos, que pierdem las hojas en la estación seca, de plantas suculentas espinosas y de plantas herbáceas que se desarrollan después de las lluvias.

### Fauna
La fauna es pobre en diversidad, el que es típico de la región. Solamente se realizó un estudio faunístico que consistió en una colección de murciélagos de la gruta. El "mocó" kerodon rupestris que es un roedor que puede ser encontrado en el área, habita las rocas y acantilados, es cazado por la población regional que lo utiliza como fuente de alimento. Se puede observar también en la región otros animales como el "capuchino de cabeza dura" Cebus apella, el mico-estrela, el oso mielero u hormiguero Tamandua tetradactyla, el ñeque dasyprocta que es un género de roedores y más de 120 especies de aves.